# Mittlerer Lerchensporn
Der Mittlere Lerchensporn (Corydalis intermedia) ist eine Pflanzenart in der Unterfamilie der Erdrauchgewächse (Fumarioideae) innerhalb der Familie der Mohngewächse (Papaveraceae). Sie ist in Europa weitverbreitet.

## Beschreibung

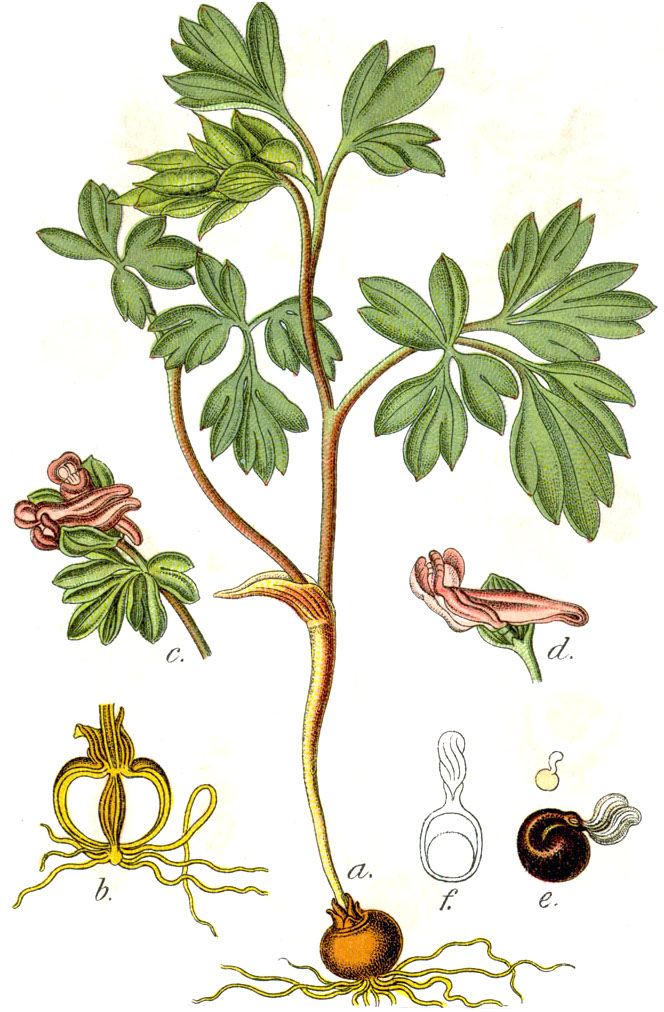
Illustration

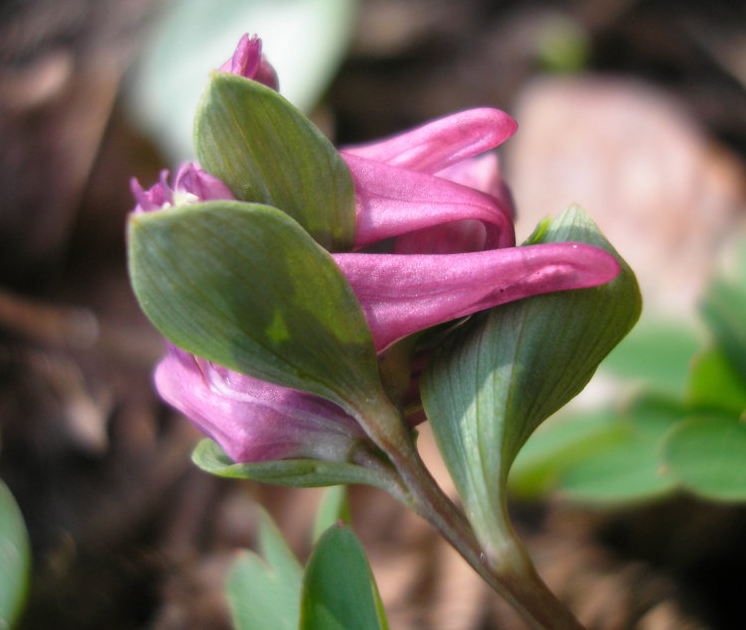
Blüten und Tragblätter

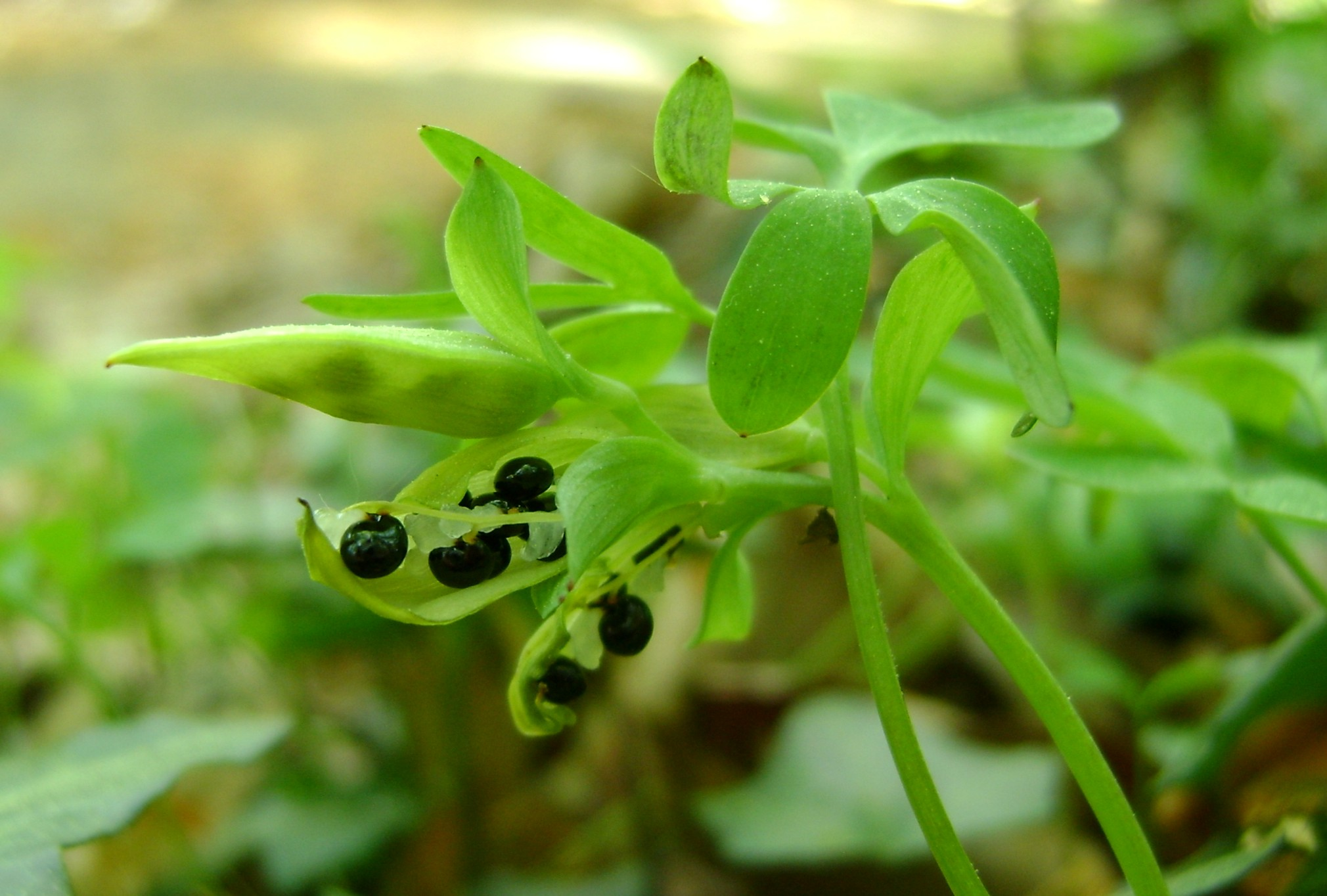
Früchte und Samen

### Vegetative Merkmale
Der Mittlere Lerchensporn ist eine ausdauernde krautige Pflanze. Als Überdauerungsorgan werden kugelige, ausgefüllte Knollen bildet. Der aufrechte und nicht verzweigte Stängel erreicht Wuchshöhen von 7 bis 20 Zentimetern.
Meist befinden sich am Stängel zwei bis drei Laubblätter und am Stängelgrund eine auffällige, bleiche, 0,5 bis 2 Zentimeter lange Niederblattschuppe, in deren Achsel nicht selten noch eine weitere Sprossachse entspringt. Die Laubblätter sind doppelt dreiteilig und ähnlich denjenigen des Hohlen Lerchensporns (Corydalis cava) geformt.

### Generative Merkmale
Der traubige Blütenstand enthält ein bis fünf Blüten, seltener können es auch bis zu acht sein. Die Blüten sitzen gedrängt und sind im Alter leicht überhängend. Die Tragblätter der Blüten sind von oval-lanzettlicher Gestalt und ganzrandig; sehr selten sind sie grob gezähnt oder eingeschnitten.
Die Blütezeit liegt vorwiegend im März und April. Die zwittrige Blüten ist bei einer Länge von 10 bis 15 Millimetern zygomorph. Kelchblätter fehlen. Die Kronblätter sind purpurfarben oder (selten) ganz weiß. Die Oberlippe ist breit ausgerandet und besitzt einen flachen Saum. Die inneren Kronblätter sind auf dem Rücken flügelig gekielt und haben einen über die Spitze hinausgehenden Flügel. Der Sporn ist gerade und etwa so lang wie die restliche Blüte.
Der Fruchtstiel ist etwa 0,2- bis 0,3-mal so lang wie die hängende Frucht. Die schotenförmige und 1,5 bis 2 Zentimeter lange Kapselfrucht öffnet sich zweiklappig und enthält mehrere Samen. Die nierenförmigen und schwarzen Samen haben ein weißes Anhängsel.
Die Chromosomenzahl beträgt 2n = 16 oder 20.

## Ökologie
Beim Mittleren Lerchensporn handelt es sich um einen Geophyten.
Die Ausbreitung der Samen erfolgt durch Ameisen.

## Vorkommen
Der Mittlere Lerchensporn ist ein gemäßigt-kontinentales Florenelement. Der Mittlere Lerchensporn ist in Europa weitverbreitet. Das Verbreitungsgebiet von Corydalis intermedia reicht von der Ukraine im Osten über die Balkanhalbinsel, Oberitalien bis ins südwestliche Frankreich. Nach Norden dringt er über das südliche Schweden, Norwegen bis ins südliche Finnland vor.
Der Mittlere Lerchensporn fehlt im mitteleuropäischen Tiefland westlich der Elbe und in den Mittelgebirgen westlich der Weser in großen Gebieten, er kommt aber am Oberlauf der Donau im Gebiet der Schwäbischen Alb und vereinzelt im Alpenvorland vor, ebenso im Schweizer Jura, im Wallis und in Österreich. Sonst ist er in Mitteleuropa überall selten. Er kommt in Mitteleuropa zerstreut bis selten vor.
In Deutschland kommt der Mittlere Lerchensporn vor allem im nordöstlichen sowie östlichen Teil vor und ist dort zum Teil recht verbreitet. Vermutlich wird er auch vielfach übersehen und für den Hohlen Lerchensporn gehalten. In Österreich und der Schweiz kommt er zerstreut bis selten vor.
In den Allgäuer Alpen steigt er in Vorarlberg auf der Stier-Alpe am Haldenwanger Eck bis zu einer Höhenlage von 1650 Metern auf. Im Kanton Wallis erreicht er sogar 2000 Meter Meereshöhe.
Er besiedelt in Mitteleuropa vornehmlich Schluchtwälder, er geht aber auch in krautreiche Laubwälder, Buchenwälder, in Gebüsche und in den Alpen auf Viehläger. Er kommt vor in Pflanzengesellschaften der Verbände Tilio-Acerion, Fagion und Adenostylion. Auf der Schwäbischen Alb kommt er nach Martin Nebel besonders auf den Talsohlen enger Tälchen vor.
Der Mittlere Lerchensporn gedeiht meist auf frischen, lockeren, mullhaltigen, nährstoff- und basenreichen, aber eher kalkarmen, lehmigen Böden. Er kommt in Lagen mit hoher Luftfeuchtigkeit vor.
Die ökologischen Zeigerwerte nach Landolt et al. 2010 sind in der Schweiz: Feuchtezahl F = 3+ (feucht), Lichtzahl L = 3 (halbschattig), Reaktionszahl R = 4 (neutral bis basisch), Temperaturzahl T = 2+ (unter-subalpin und ober-montan), Nährstoffzahl N = 4 (nährstoffreich), Kontinentalitätszahl K = 2 (subozeanisch).

## Toxikologie
Der Mittlere Lerchensporn enthält, vor allem in der Knolle, giftige Alkaloide.

## Taxonomie
Die Erstveröffentlichung erfolgte 1753 als Varietät Fumaria bulbosa var. intermedia durch Carl von Linné in Species Plantarum (Persoon), S. 699. Die Neukombination zu Corydalis intermedia (L.) Mérat wurde 1812 durch François Victor Mérat de Vaumartoise in Nouvelle Flore des Environs de Paris, S. 272 veröffentlicht. Ein Synonym für Corydalis intermedia (L.) Mérat ist Corydalis fabacea (Retz.) Pers.